# Lijst van voetbalinterlands Duitse Democratische Republiek - Malta
Deze lijst van voetbalinterlands is een overzicht van alle officiële voetbalwedstrijden tussen de nationale teams van de Duitse Democratische Republiek en Malta. De landen hebben vijf keer tegen elkaar gespeeld. De eerste ontmoeting was een kwalificatiewedstrijd voor het Wereldkampioenschap voetbal 1978 in Gżira op 2 april 1977. Het laatste duel, een vriendschappelijke wedstrijd, vond plaats op 25 oktober 1989 in Ta' Qali.

## Wedstrijden
| № | Plaats   | Datum            | Competitie           | Wedstrijd                              | Uitslag |
| - | -------- | ---------------- | -------------------- | -------------------------------------- | ------- |
| 1 | Gżira    | 2 april 1977     | WK 1978 kwalificatie | Malta − Duitse Democratische Republiek | 0 − 1   |
| 2 | Potsdam  | 29 oktober 1977  | WK 1978 kwalificatie | Duitse Democratische Republiek − Malta | 9 − 0   |
| 3 | Gżira    | 4 april 1981     | WK 1982 kwalificatie | Malta − Duitse Democratische Republiek | 1 − 2   |
| 4 | Jena     | 11 november 1981 | WK 1982 kwalificatie | Duitse Democratische Republiek − Malta | 5 − 1   |
| 5 | Ta' Qali | 25 oktober 1989  | Vriendschappelijk    | Malta − Duitse Democratische Republiek | 0 − 4   |

## Samenvatting
| Competitie        | Totaal gespeeld | Winst DDR | Gelijk | Winst Malta | Doelsaldo DDR – Malta |
| ----------------- | --------------- | --------- | ------ | ----------- | --------------------- |
| WK-kwalificatie   | 4               | 4         | 0      | 0           | 17 − 2                |
| Vriendschappelijk | 1               | 1         | 0      | 0           | 4 − 0                 |
| Totaal            | 5               | 5         | 0      | 0           | 21 − 2                |

Wedstrijden bepaald door strafschoppen worden, in lijn met de FIFA, als een gelijkspel gerekend.

## Details

### Eerste ontmoeting
| WK 1978 kwalificatie (Gżira, Malta, 2 april 1977): |              | |
| Malta | 0 – 1        | Duitse Democratische Republiek |
| | goals        | 55' Joachim Streich |
| Johny Calleja | bondscoach   | Georg Buschner |
| Robert Gatt Edward Darmanin George Ciantar John Holland Edwin Farrugia Frankie Micallef Raymond Xuereb David Azzopardi Vincent Magro George Xuereb 74' Carlo Seychell | opstellingen | Hans-Ulrich Grapenthin Hans-Jürgen Dörner Gerd Kische Konrad Weise Lothar Kurbjuweit Reinhard Häfner Reinhard Lauck 53' Gert Heidler Hans-Jürgen Riediger Joachim Streich Martin Hoffmann |
| Leli Fabri 74' | wissels      | 53' Hartmut Schade |
| | gele kaarten | 85' Konrad Weise |

### Tweede ontmoeting
| WK 1978 kwalificatie (Babelsberg, Duitse Democratische Republiek, 29 oktober 1977):                                                                                                   |              | |
| Duitse Democratische Republiek | 9 – 0        | Malta |
| Martin Hoffmann 2' Hartmut Schade 28' Martin Hoffmann 45' Jürgen Sparwasser 52' Gerd Weber 56' Joachim Streich 63' (pen.) Joachim Streich 79' Joachim Streich 82' Martin Hoffmann 85' | goals        | |
| Georg Buschner | bondscoach   | Johny Calleja |
| Jürgen Croy Hans-Jürgen Dörner Gerd Kische Konrad Weise Gerd Weber Reinhard Häfner Hartmut Schade Jürgen Pommerenke 46' Hans-Jürgen Riediger Jürgen Sparwasser Martin Hoffmann        | opstellingen | Alfred Debono Anton Camilleri 67' George Ciantar John Holland Lawrence Borg David Azzopardi Willie Vassallo Raymond Xuereb 34' Frankie Micallef Vincent Magro George Xuereb |
| Joachim Streich 46' | wissels      | 34' Edward Darmanin 67' Emanuel Farrugia |
| | gele kaarten | ??' Vincent Magro |

### Derde ontmoeting
| WK 1982 kwalificatie (Gżira, Malta, 4 april 1981): |              | |
| Malta | 1 – 2        | Duitse Democratische Republiek |
| Leli Fabri 11' | goals        | 20' (pen.) Rüdiger Schnuphase 44' Reinhard Häfner |
| Victor Scerri | bondscoach   | Georg Buschner |
| John Bonello Edwin Farrugia Bertu Carter 46' John Holland Norman Buttigieg Leli Fabri Joseph Xuereb Emanuel Farrugia George Xuereb Michael Degiorgio Ernest Spiteri-Gonzi | opstellingen | Hans-Ulrich Grapenthin Hans-Jürgen Dörner 46' Artur Ullrich Rüdiger Schnuphase Michael Noack Reinhard Häfner Wolfgang Steinbach Matthias Liebers Wolf-Rüdiger Netz Joachim Streich Martin Hoffmann |
| Raymond Xuereb 46' | wissels      | 46' Dieter Strozniak |
| | gele kaarten | 65' Joachim Streich |

### Vierde ontmoeting
| WK 1982 kwalificatie (Jena, Duitse Democratische Republiek, 11 november 1981):                                                                                                   |              | |
| Duitse Democratische Republiek | 5 – 1        | Malta |
| Andreas Krause 11' Joachim Streich 35' Jürgen Heun 71' Joachim Streich 75' John Holland 90' (e.d.)                                                                               | goals        | 41' Ernest Spiteri-Gonzi |
| Bernd Stange | bondscoach   | Victor Scerri |
| Bodo Rudwaleit Rüdiger Schnuphase Artur Ullrich Rainer Troppa Frank Baum Matthias Liebers Andreas Krause Wolfgang Steinbach 79' Andreas Bielau 59' Joachim Streich Martin Trocha | opstellingen | John Bonello 49' Constantino Consiglio Edwin Farrugia John Holland Norman Buttigieg Leli Fabri Emanuel Farrugia Joseph Xuereb Ernest Spiteri-Gonzi Raymond Xuereb 81' Dennis Fenech |
| Jürgen Heun 59' Rainer Ernst 79' | wissels      | 49' Mario Farrugia 81' Michael Degiorgio |
| - Debuut van Andreas Krause (Carl Zeiss Jena), Rainer Troppa (BFC Dynamo) en Rainer Ernst (BFC Dynamo) voor de DDR. - Debuut van Mario Farrugia (Żurrieq FC) voor Malta.         |              | |

### Vijfde ontmoeting
| Vriendschappelijk (Ta' Qali, Malta, 25 oktober 1989): |              | |
| Malta | 0 – 4        | Duitse Democratische Republiek |
| | goals        | 10' Thomas Doll 32' Thomas Doll 73' (pen.) Rico Steinmann 86' Rico Steinmann |
| Horst Heese | bondscoach   | Eduard Geyer |
| Reginald Cini Joe Galea John Buttigieg Silvio Vella 46' Alex Azzopardi David Carabott Charlie Scerri Raymond Vella Michael Degiorgio 53' Joe Zarb Jesmond Zerafa | opstellingen | 76' Dirk Heyne Matthias Lindner Detlef Schlößer Ronald Kreer Burkhard Reich 76' Matthias Döschner Uwe Weidemann 46' Rainer Ernst 71' Matthias Sammer Ulf Kirsten 46' Thomas Doll |
| Jesmond Delia 46' Oscar Magri 53' | wissels      | 46' Rico Steinmann 46' Andreas Thom 71' Jörg Stübner 76' Perry Bräutigam 76' Hendrik Herzog                                                                                      |
| - Debuut van Oscar Magri (Floriana FC) voor Malta. - Debuut van Perry Bräutigam (Carl Zeiss Jena) en Hendrik Herzog (BFC Dynamo Berlin) voor de DDR.             |              | |